# ديرفيلد بيتش
ديرفيلد بيتش (بالإنجليزية: Deerfield Beach)‏ هي مدينة أمريكية تقع في ولاية فلوريدا. تبلغ مساحة هذه المدينة 38.7 كم²، ويبلغ عدد سكانها 75018 نسمة حسب إحصاء سنة 2010م 75018. تشير إحصاءات سنة 2000م بأن الكثافة السكانية في هذه المدينة تقدر بـ(auto) نسمة/كم².

## التركيبة السكانية
حدّد مكتب تعداد الولايات المتحدة بيانات التركيبة السكانية لديرفيلد بيتش في تعداد الولايات المتحدة. في ما يلي، التركيبة السكانية حسب تعدادي 2000 و2010.

### تعداد عام 2000
بلغ عدد سكان ديرفيلد بيتش 64,583 نسمة بحسب تعداد عام 2000، وبلغ عدد الأسر 31,392 أسرة وعدد العائلات 16,056 عائلة مقيمة في المدينة. في حين سجلت الكثافة السكانية 1,537.3 نسمة لكل كيلومتر مربع (3,981.6/ميل2). وبلغ عدد الوحدات السكنية 37,343 وحدة بمتوسط كثافة قدره 888.9 لكل كيلومتر مربع (2,302.2/ميل2).
وتوزع التركيب العرقي للمدينة بنسبة 77.26% من البيض و16.01% من الأمريكيين الأفارقة و0.17% من الأمريكيين الأصليين و1.39% من الأمريكيين ذوي الأصول الآسيوية و0.03% من سكان جزر المحيط الهادئ و2.36% من الأعراق الأخرى و2.79% من عرقين مختلطين أو أكثر و8.74% من الهسبانيون أو اللاتينيون من أي عرق.
بلغ عدد الأسر 31,392 أسرة كانت نسبة 18.5% منها لديها أطفال تحت سن الثامنة عشر تعيش معهم، وبلغت نسبة الأزواج القاطنين مع بعضهم البعض 38.2% من أصل المجموع الكلي للأسر، ونسبة 9.6% من الأسر كان لديها معيلات من الإناث دون وجود شريك، بينما كانت نسبة 3.3% من الأسر لديها معيلون من الذكور دون وجود شريكة وكانت نسبة 48.9% من غير العائلات. تألفت نسبة 40.3% من أصل جميع الأسر من عدة أفراد يعيشون في نفس المنزل ونسبة 22.5% كانت تتألف من شخص يعيش بمفرده يبلغ من العمر 65 عاماً أو أكثر. وبلغ متوسط حجم الأسرة المعيشية 2.02، أما متوسط حجم العائلات فبلغ 2.72.
بلغ العمر الوسطي للسكان 44.6 عاماً. وكانت نسبة 15.6% من القاطنين تحت سن الثامنة عشر، وكانت نسبة 6.4% بين الثامنة عشر والرابعة والعشرين عاماً، ونسبة 28% كانت واقعةً في الفئة العمرية ما بين الخامسة والعشرين والرابعة والأربعين عاماً، ونسبة 20.1% كانت ما بين الخامسة والأربعين والرابعة والستين، ونسبة 28.1% كانت ضمن فئة الخامسة والستين عاماً فما فوق. يوجد لكل 100 أنثى 87.3 ذكر، ويوجد لكل 100 أنثى في الثامنة عشر من عمرها فما فوق 84.4 ذكر.
بلغ متوسط دخل الأسرة في المدينة 31,395 دولارًا، أما متوسط دخل العائلة فبلغ 35,577 دولارًا. وكان متوسط دخل الذكور 27,661 دولارًا مقابل 20,193 دولارًا للإناث. وسجل دخل الفرد الخاص بالمدينة 14,071 دولارًا. وكانت نسبة 20.2% من العائلات ونسبة 23.6% من السكان تحت خط الفقر، وكان من هؤلاء نسبة 35% تحت سن الثامنة عشر ونسبة 19.1% في الخامسة والستين من العمر وما فوق.

### تعداد عام 2010
بلغ عدد سكان ديرفيلد بيتش 75,018 نسمة بحسب تعداد عام 2010، وبلغ عدد الأسر 33,370 أسرة وعدد العائلات 17,920 عائلة مقيمة في المدينة. في حين سجلت الكثافة السكانية 1,785.7 نسمة لكل كيلومتر مربع (4,624.9/ميل2). وبلغ عدد الوحدات السكنية 42,671 وحدة بمتوسط كثافة قدره 1,015.7 لكل كيلومتر مربع (2,630.7/ميل2).
وتوزع التركيب العرقي للمدينة بنسبة 65.77% من البيض و25.62% من الأمريكيين الأفارقة و0.21% من الأمريكيين الأصليين و1.53% من الأمريكيين ذوي الأصول الآسيوية و0.03% من سكان جزر المحيط الهادئ و4.14% من الأعراق الأخرى و2.69% من عرقين مختلطين أو أكثر و14.16% من الهسبانيون أو اللاتينيون من أي عرق.
بلغ عدد الأسر 33,370 أسرة كانت نسبة 23.1% منها لديها أطفال تحت سن الثامنة عشر تعيش معهم، وبلغت نسبة الأزواج القاطنين مع بعضهم البعض 36% من أصل المجموع الكلي للأسر، ونسبة 12.7% من الأسر كان لديها معيلات من الإناث دون وجود شريك، بينما كانت نسبة 5% من الأسر لديها معيلون من الذكور دون وجود شريكة وكانت نسبة 46.3% من غير العائلات. تألفت نسبة 37% من أصل جميع الأسر من عدة أفراد يعيشون في نفس المنزل ونسبة 18.3% كانت تتألف من شخص يعيش بمفرده يبلغ من العمر 65 عاماً أو أكثر. وبلغ متوسط حجم الأسرة المعيشية 2.22، أما متوسط حجم العائلات فبلغ 2.94.
بلغ العمر الوسطي للسكان 43.3 عاماً. وكانت نسبة 18% من القاطنين تحت سن الثامنة عشر، وكانت نسبة 7.6% بين الثامنة عشر والرابعة والعشرين عاماً، ونسبة 26.7% كانت واقعةً في الفئة العمرية ما بين الخامسة والعشرين والرابعة والأربعين عاماً، ونسبة 26.3% كانت ما بين الخامسة والأربعين والرابعة والستين، ونسبة 21.5% كانت ضمن فئة الخامسة والستين عاماً فما فوق. وتوزع التركيب الجنسي للسكان بنسبة 48.3% ذكور و51.7% إناث.

## المناخ
يظهر الجدول التالي التغييرات المناخية على مدار السنة لديرفيلد بيتش:
| البيانات المناخية لـديرفيلد بيتش  | البيانات المناخية لـديرفيلد بيتش | البيانات المناخية لـديرفيلد بيتش | البيانات المناخية لـديرفيلد بيتش | البيانات المناخية لـديرفيلد بيتش | البيانات المناخية لـديرفيلد بيتش | البيانات المناخية لـديرفيلد بيتش | البيانات المناخية لـديرفيلد بيتش | البيانات المناخية لـديرفيلد بيتش | البيانات المناخية لـديرفيلد بيتش | البيانات المناخية لـديرفيلد بيتش | البيانات المناخية لـديرفيلد بيتش | البيانات المناخية لـديرفيلد بيتش | البيانات المناخية لـديرفيلد بيتش |
| الشهر                             | يناير                            | فبراير                           | مارس                             | أبريل                            | مايو                             | يونيو                            | يوليو                            | أغسطس                            | سبتمبر                           | أكتوبر                           | نوفمبر                           | ديسمبر                           | المعدل السنوي                    |
| --------------------------------- | -------------------------------- | -------------------------------- | -------------------------------- | -------------------------------- | -------------------------------- | -------------------------------- | -------------------------------- | -------------------------------- | -------------------------------- | -------------------------------- | -------------------------------- | -------------------------------- | -------------------------------- |
| الدرجة القصوى °ف (°م)             | 90 (32)                          | 90 (32)                          | 92 (33)                          | 100 (38)                         | 99 (37)                          | 100 (38)                         | 101 (38)                         | 99 (37)                          | 99 (37)                          | 97 (36)                          | 96 (36)                          | 89 (32)                          | 101 (38)                         |
| متوسط درجة الحرارة الكبرى °ف (°م) | 76 (24)                          | 77 (25)                          | 80 (27)                          | 83 (28)                          | 87 (31)                          | 90 (32)                          | 92 (33)                          | 92 (33)                          | 91 (33)                          | 87 (31)                          | 82 (28)                          | 78 (26)                          | 85 (29)                          |
| متوسط درجة الحرارة الصغرى °ف (°م) | 58 (14)                          | 58 (14)                          | 62 (17)                          | 66 (19)                          | 71 (22)                          | 74 (23)                          | 75 (24)                          | 75 (24)                          | 74 (23)                          | 71 (22)                          | 66 (19)                          | 61 (16)                          | 68 (20)                          |
| أدنى درجة حرارة °ف (°م)           | 25 (−4)                          | 21 (−6)                          | 32 (0)                           | 40 (4)                           | 50 (10)                          | 40 (4)                           | 53 (12)                          | 59 (15)                          | 57 (14)                          | 44 (7)                           | 35 (2)                           | 28 (−2)                          | 21 (−6)                          |
| الهطول إنش (مم)                   | 2.78 (71)                        | 2.85 (72)                        | 3.0 (76)                         | 3.4 (86)                         | 5.73 (146)                       | 7.31 (186)                       | 5.94 (151)                       | 6.91 (176)                       | 7.01 (178)                       | 5.73 (146)                       | 4.24 (108)                       | 2.46 (62)                        | 57.36 (1٬457)                    |
| المصدر: Weather.com               |                                  |                                  |                                  |                                  |                                  |                                  |                                  |                                  |                                  |                                  |                                  |                                  |                                  |

## توأمة
لديرفيلد بيتش اتفاقيات توأمة مع:
- عكا

## أعلام
- جايسون باول
- بيلي وليامز
- كانتون جونز
- إلتون نيسبيت
- إكس إكس إكس تنتاسيون